# 김민서 (1989년)
김민서(1989년 2월 15일 ~)는 대한민국의 전 여자 축구 선수다. 전북 KSPO의 미드필더로 뛰었다.

## 수상
- 춘계 한국여자축구연맹전 수비상 (2007)